# Caleb Powers

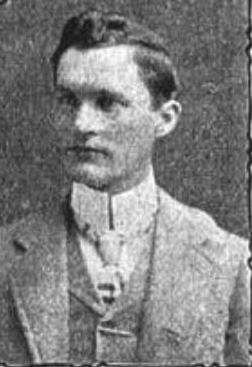
Caleb Powers

Caleb Powers (* 1. Februar 1869 bei Williamsburg, Whitley County, Kentucky; † 25. Juli 1932 in Baltimore, Maryland) war ein US-amerikanischer Politiker. Zwischen 1911 und 1919 vertrat er den Bundesstaat Kentucky im US-Repräsentantenhaus.

## Werdegang
Caleb Powers besuchte die öffentlichen Schulen seiner Heimat sowie das Union College in Barbourville. Danach studierte er an der University of Kentucky in Lexington und am Centre College in Danville. Außerdem war er Student an der Valparaiso University in Indiana und an der US-Militärakademie in West Point. Nach einem anschließenden Jurastudium und seiner 1894 erfolgten Zulassung als Rechtsanwalt begann er in Barbourville in diesem Beruf zu arbeiten. Zwischen 1894 und 1899 war er Schulrat im Knox County.
Powers war Mitglied der Republikanischen Partei. Im Jahr 1899 wurde er als Nachfolger von Charles Finley zum Secretary of State von Kentucky gewählt. Nach einem Wahleinspruch musste er dieses Amt aber wieder aufgeben. Im Jahr 1900 kam es in Kentucky zu politischen Unruhen. Trauriger Höhepunkt der gewalttätigen Auseinandersetzungen war die Ermordung von Gouverneur William Goebel. Im Zusammenhang mit diesem Attentat wurde Powers als Drahtzieher verhaftet. Er wurde zunächst in mehreren Prozessen zu einer lebenslangen Freiheitsstrafe verurteilt. Die folgenden acht Jahre verbrachte er im Gefängnis. Dort schrieb er sein  Buch „My Own Story“. Im Jahr 1908 wurde er von Gouverneur Augustus E. Willson begnadigt.
Bei den Kongresswahlen des Jahres 1912 wurde Powers im elften Wahlbezirk von Kentucky in das US-Repräsentantenhaus in Washington, D.C. gewählt, wo er am 4. März 1913 die Nachfolge von Don C. Edwards antrat. Nach drei Wiederwahlen konnte er bis zum 3. März 1919 vier Legislaturperioden im Kongress absolvieren. In diese Zeit fielen der Erste Weltkrieg sowie die Ratifizierung des 16. und des 17. Verfassungszusatzes. Im Juni 1912 war Powers Delegierter zur Republican National Convention in Chicago, auf der Präsident William Howard Taft zur Wiederwahl nominiert wurde.
Im Jahr 1918 verzichtete Powers auf eine weitere Kandidatur. Er blieb aber in Washington und arbeitete seit 1921 bis zu seinem Tod am 25. Juli 1932 als Berater des United States Shipping Board. Er wurde in Barbourville beigesetzt.